# 新民路街道
新民路街道，是中华人民共和国新疆维吾尔自治区乌鲁木齐市水磨沟区下辖的一个乡镇级行政单位。

## 行政区划
新民路街道下辖以下地区：
新民西街社区、红塔社区、金海岸社区、新希望社区、爱心社区、红山路社区、新城社区、荣惠社区、银河社区、成功社区、新民社区、新大地社区和南大湖社区。